# Col du Pragel
Le col du Pragel (en allemand : Pragelpass) est un col des Alpes situé en Suisse à 1 548 mètres d'altitude. Il relie Glaris et Schwytz.

## Géographie
Ce col relie les cantons de Glaris et Schwytz. À l'ouest, dans le canton de Schwytz, coule la Starzlen, un affluent de la Muota qui se jette dans le lac des Quatre-Cantons. À l'est, dans le canton de Glaris, coule la Chlü dans le bassin de la Linth.

## Histoire
Ce passage était utilisé dès l'Antiquité. En 1352, la frontière entre les cantons de Glaris et Schwytz est fixée sur la ligne de partage des eaux ; elle est ensuite déplacée à l'est, le col passant ainsi totalement en territoire schwytzois. Divers projets de constructions routières sont menés sur ce col (1766, 1874, 1875 et 1908) ainsi qu'un projet de chemin de fer en 1911. En 1939, les Chambres fédérales votent une subvention pour la construction d'une route. La partie glaronnaise est achevée en 1940, la schwytzoise en 1978.